# فرانك أوينز سميث
فرانك أوينز سميث (بالإنجليزية: Frank Owens Smith)‏ هو سياسي أمريكي، ولد في 27 أغسطس 1859، وتوفي في 29 يناير 1924 في الولايات المتحدة. حزبياً، نشط في الحزب الديمقراطي. وقد انتخب عضو مجلس النواب الأمريكي.